# Duje Ćaleta-Car
Duje Ćaleta-Car (* 17. září 1996 Šibenik) je chorvatský profesionální fotbalista, který hraje na pozici středního obránce za francouzský klub Olympique Lyon, kde je na hostování ze Southamptonu, a za chorvatský národní tým.

## Klubová kariéra
S klubem Red Bull Salzburg se stal čtyřikrát mistrem Rakouska (2014–15, 2015–16, 2016–17, 2017–18). Hrál za HNK Šibenik (2012–2013), FC Juniors OÖ (2013–2014), Salzburg (2014–2018; při tom hostování v FC Liefering) a od roku 2018 je na soupisce Olympique Marseille.

## Reprezentační kariéra
Od roku 2018 hraje za chorvatskou reprezentaci, nastoupil v 10 zápasech (ke 14. listopadu 2020). Získal s ní i stříbrnou medaili na mistrovství světa 2018.